# Grad de transcendență
În algebra abstractă gradul de transcendență al unei extinderi de corp L/K este o anumită măsură, destul de grosieră, a „dimensiunii” extinderii. El este definit ca cea mai mare cardinalitate⁠(d) a unei submulțimi din L independentă algebric peste K.
O submulțime S din L este o bază de transcendență a L/K dacă este independentă algebric de K și, mai mult, dacă L este o extindere algebrică a corpului K(S) (corpul obținut prin adăugarea elementelor din S la K). Se poate arăta că orice extindere de corp are o bază de transcendență și că toate bazele de transcendență au aceeași cardinalitate; această cardinalitate este egală cu gradul de transcendență al extinderii și se notează trdegK L sau trdeg(L/K).
dacă nu este specificat un corp K, gradul de transcendență a corpului L este gradul său relativ la corpul prim cu aceeași caracteristică, adică Q dacă L are caracteristica 0 și Fp dacă L are caracteristica p.
Extinderea de corp L/K este pur transcendentă dacă există o submulțime S din L care este independentă algebric de K, astfel încât L = K(S).

## Exemple
- O extindere este algebrică dacă și numai dacă gradul său de transcendență este 0; caz în care baza de transcendență este mulțimea vidă.

- Corpul funcțiilor raționale în n variabile K(x1,...,xn) este o extindere pur transcendentă peste K cu gradul de transcendență n; Se poate lua, de exemplu, {x1,...,xn} ca bază de transcendență.
- Mai general, gradul de transcendență al corpului funcțiilor L al unei varietăți algebrice⁠(d) n-dimensionale peste corpul de bază K este n.
- Q(√2, e) are gradul de transcendență 1 peste Q deoarece √2 este algebric în timp ce e este transcendent.
- Gradul de transcendență al C sau R peste Q este cardinalitatea continuumului. (Acest lucru rezultă, deoarece orice element are doar un număr numărabil de elemente algebrice, chiar dacă numeroase, peste el în Q, deoarece Q este el însuși numărabil.)
- Gradul de transcendență al Q(e, π) peste Q este sau 1, sau 2; răspunsul exact nu se cunoaște deoarece nu se cunoaște dacă e și π sunt independente algebric.
- Dacă S este o suprafață Riemann⁠(d) compactă, corpul C(S) al funcțiilor meromorfe din S are gradul de transcendență 1 peste C.

## Fapte
Dacă M/L este o extindere de corp și L/K alta, atunci gradul de transcendență al M/K este egal cu suma gradelor de transcendență ale M/L și L/K. Asta se demonstrează arătând ca baza de transcendență a M/K se poate obține din reuniunea bazelor de transcendență ale M/L și L/K.

## Aplicații
Bazele de transcendență sunt un instrument util pentru a demonstra diferite afirmații de existență despre omomorfismele de corp. Iată un exemplu: având un corp algebric închis L, un subcorp K și un automorfism de corp f al lui K, există un automorfism de corp al lui L care extinde f (adică a cărui restricție la K este f). Pentru demonstrație se începe cu o bază de transcendență S a L/K. Elementele lui K(S) sunt chiar coeficienți ai polinoamelor în elemente din S cu coeficienți în K; prin urmare, automorfismul f poate fi extins la unul dintre K(S) prin trimiterea fiecărui element din S către sine însuși. Corpul L este închiderea algebrică a lui K(S), iar închiderile algebrice sunt unice până la izomorfism; aceasta înseamnă că automorfismul poate fi extins în continuare de la K(S) la L.
Ca o altă aplicație, există (multe) subcorpuri proprii ale corpului numerelor complexe C care sunt (în calitate de corpuri) izomorfe până la C. Pentru demonstrație se ia o bază de transcendență S a C/Q. S este o mulțime infinită (chiar și nenumărabilă), deci există (multe) aplicații f: S → S care sunt injective, dar nu și surjective. Orice astfel de aplicație poate fi extinsă la un omomorfism de corp Q(S) → Q(S) care nu este surjectiv. Un astfel de omomorfism de corp poate fi la rândul său extins la închiderea algebrică C , iar omomorfismele de corp rezultate C → C nu sunt surjective.
Gradul de transcendență poate oferi o înțelegere intuitivă a dimensiunii unui corp. De exemplu, o teoremă datorată lui Siegel afirmă că dacă X este o varietate complexă, conexă, compactă de dimensiunea n și K(X) este corpul (definit global) al funcțiilor meromorfe pe ea, atunci trdegC(K(X)) ≤ n.